# Musée de la radio de Göteborg
Le Musée de la radio de Göteborg (Radiomuseet) est un musée consacré à l'histoire de la radio situé à Göteborg (Suède).